# Rio Ascunsu
O Pârâul Ascuns é um rio da Romênia afluente do rio Suceava, localizado no distrito de Suceava.